# 建ち
建ち（たち）とは、地面・床面に対し垂直方向・乃至その正確性を表す。垂直でない場合を「建ちが悪い」といい、文字通りの意味。
建ちの指標をあらわしたものを建ち精度という。

## 参考
水平方向・乃至その正確性を陸（ろく）と呼び、水平でない場合「不陸」「陸でない（し）」となる。